# Kazimierz Myśliński
Kazimierz Myśliński (ur. 3 marca 1916 w Wagowie, zm. 4 września 1999 w Lublinie) – polski historyk mediewista, profesor Uniwersytetu Marii Curie-Skłodowskiej. 

## Życiorys
Od 1935 studiował na Uniwersytecie Poznańskim (mgr – 1939), doktorat – 1946 tamże. W czasie okupacji czynny w tajnym nauczaniu. w latach 1945–1952 zatrudniony na Uniwersytecie Poznańskim (1950 – adiunkt, 1951 – zastępca profesora). Od 1952 wykładowca UMCS, 1954 – docent, profesor nadzwyczajny – 1966, profesor zwyczajny – 1980. W latach 1970–1986 dyrektor Instytutu Historycznego UMCS. Dziekan wydziału Humanistycznego UMCS w latach 1954–1955, 1961–1963, prorektor UMCS 1956–1957. Członek PPR od 1946, następnie PZPR. Pełnił funkcję I sekretarza Komitetu Uczelnianego PZPR na UMCS.

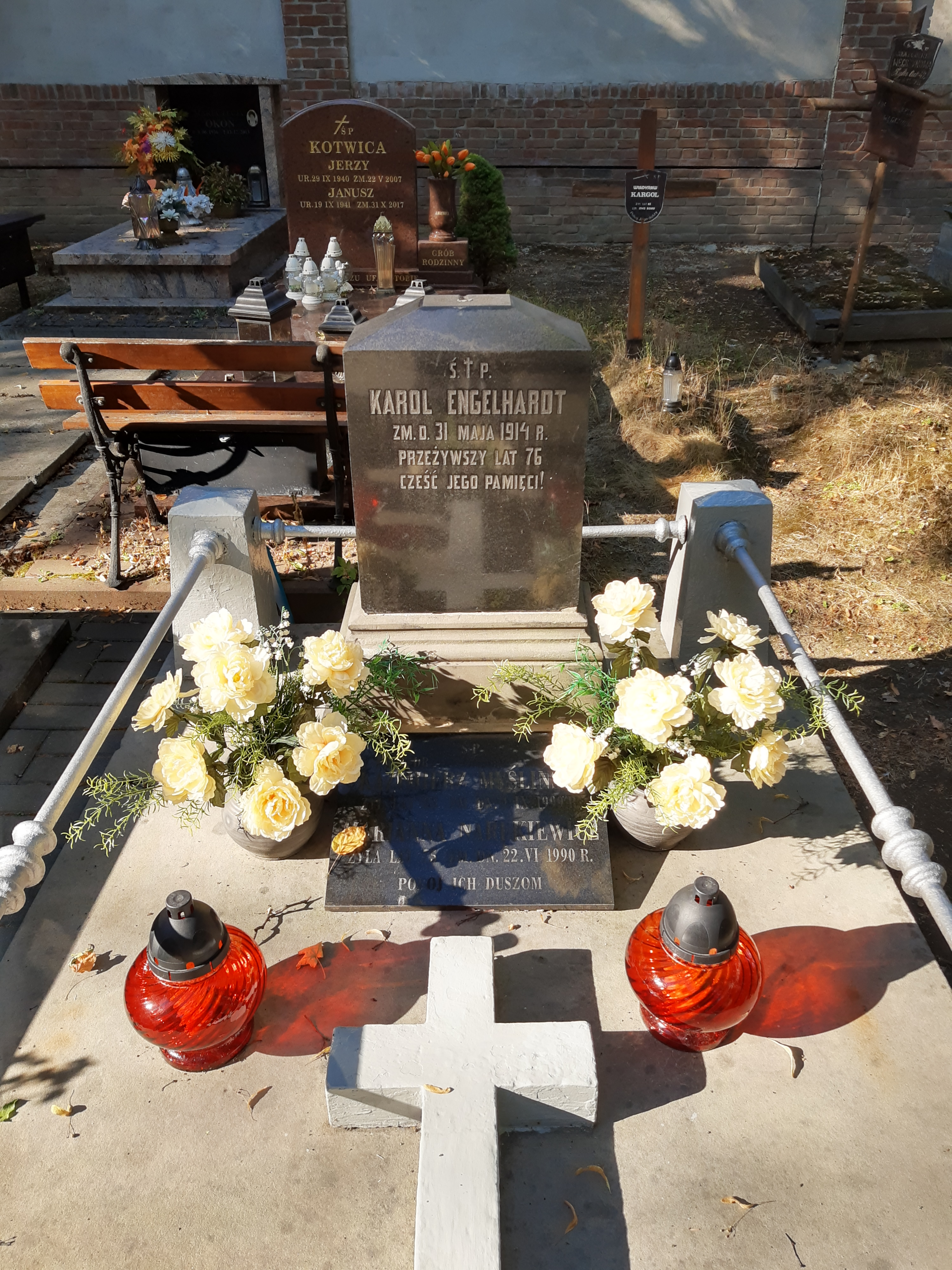
Grób prof. Kazimierza Myślińskiego na cmentarzu przy ulicy Lipowej

Pochowany w części ewangelickiej cmentarza przy ulicy Lipowej w Lublinie (kwatera 4-1-50).

## Wybrane publikacje
- Bogusław I, książę Pomorza Zachodniego, Bydgoszcz: Instytut Bałtycki 1948.
- Wójt dziedziczny i rada miejska w Lublinie 1317-1504,  Lublin : Wydawnictwo Lubelskie, 1962.
- (redakcja) Z dziejów powiatu kraśnickiego: materiały z sesji naukowej, red. nauk. Kazimierz Myśliński, Józef R. Szaflik, Lublin: Wydawnictwo Lubelskie 1964.
- (redakcja) Zamość i Zamojszczyzna w dziejach i kulturze polskiej, red. Kazimierz Myśliński, Zamość: Zamojskie Towarzystwo Przyjaciół Nauk 1969.
- (redakcja) Lubelszczyzna w dziejach narodu i państwa polskiego: referaty na sesję naukową 29 października 1972 roku, red. Kazimierz Myśliński, Lublin: UMCS 1972.
- (redakcja) Spojrzenia w przeszłość Lubelszczyzny, red. Kazimierz Myśliński i Adam Andrzej Witusik, Lublin: Uniwersytet Marii Curie-Skłodowskiej 1974.
- (redakcja) Zwoleń: dzieje miasta i ziemi, pod red. Kazimierza Myślińskiego, Lublin: Polskie Towarzystwo Historyczne Oddział 1976. * Dzieje kariery politycznej w średniowiecznej Polsce: Dymitr z Goraja 1340-1400, Lublin: Wydawnictwo Lubelskie 1981.
- (redakcja) Rola militarna Wisły w dziejach Polski: zbiór studiów. Cz. 1. Od czasów Piastowskich do 1864 roku, pod red. nauk. Kazimierza Myślińskiego, Warszawa: Wydawnictwa Uniwersytetu Warszawskiego 1992.
- (redakcja) Rola militarna Wisły w dziejach Polski: zbiór studiów. Cz. 2. (1864-1939), pod red. nauk. Kazimierza Myślińskiego, Warszawa: Wydawnictwa Uniwersytetu Warszawskiego 1991.
- (redakcja) Policzna: przeszłość i dzień dzisiejszy radomskiej wsi, pod red. Kazimierza Myślińskiego, Radom: Radomskie Towarzystwo Naukowe 1993.